# Drammen HK
Drammen Håndballklubb ist ein norwegischer Handballverein aus Drammen. Die Herren-Abteilung spielt in der norwegischen Eliteserien und gewann diese 2007; die Damen-Abteilung spielt in der 1. Division. Heimspielstätte ist die Drammenshallen.

## Herren-Abteilung (DHK)

### Geschichte
Der Club wurde am 3. März 1992 auf der Generalversammlung der beiden Vereine Reistad IL aus Lier und Sturla IF aus Drammen gegründet. Die beiden Teams hatten vor, in ihrer Region ein erstligataugliches Team zu schaffen, und transferierten deshalb die Spieler ihrer ersten Mannschaften zum neu gegründeten Drammen HK. Reistad und Sturla lösten sich aber nicht komplett auf, sondern konzentrierten sich nun hauptsächlich auf die Jugendarbeit.
Drammen HK erhielt für die Saison 1992/93 den Startplatz der vormaligen Mannschaft von Reistad IL, die die 1. Division gewonnen hatte und in die Eliteserie aufgestiegen war. Das neu zusammengestellte Team stieg aber 1993 gleich wieder ab.
Daraufhin übernahm der Schwede Kent-Harry Andersson das Traineramt; sein Team – zu dem schon die späteren Nationalspieler Frode Hagen und Glenn Solberg gehörten – stieg 1994 sofort wieder auf. Von da an entwickelte sich Drammen zum Spitzenteam in der Eliteserien: 1995 wurde man – als Aufsteiger – sofort Zweiter der Liga, 1996 Dritter sowie als erster norwegischer Verein überhaupt Europapokalsieger (City-Cup) und 1997 erstmals Meister. Der Club war aber nicht in der Lage, seine Leistungsträger zu halten: Noch im Sommer 1997 ging Frode Hagen zur SG Flensburg-Handewitt, Glenn Solberg und Trainer Kent-Harry Andersson zur HSG Nordhorn. In den nächsten Jahren gehörte Drammen zwar weiterhin zur Spitzengruppe der Eliteserie, gewann aber keinen weiteren Titel.
2006 holte Drammen seine ehemaligen Stars Glenn Solberg und Frode Hagen zurück nach Norwegen. Prompt gewann das Team die norwegische Meisterschaft und zog ins Finale des EHF Challenge Cups ein, wo es allerdings am rumänischen Club UCM Resita scheitere. In der Saison 2007/08 spielte Drammen HK in der EHF Champions League.

### Erfolge
- Norwegischer Meister: 1997, 2007
- City-Cup-Sieger: 1997

### Bekannte ehemalige Spieler
- Kristian Kjelling
- Frank Løke
- Glenn Solberg
- Stian Tønnesen
- Frode Hagen

## Damen-Abteilung (Drammen Kvinnehåndball / DKH)

### Geschichte
Die Damen-Abteilung entstand erst 1999, als die beiden Damenteams aus Åssiden und Sturla in den größeren Drammen HK aufgingen. Das Team übernahm für die Saison 1999/2000 den Startplatz von Åssiden, das in die 2. Division abgestiegen war. 2001 stieg das Team wieder in die 1. Division auf. DKH gehörte seitdem stets zur Spitzengruppe der 1. Division; 2003 verpasste das Team knapp den Aufstieg in die Eliteserie. 2005 übernahm mit Vigdis Holmeset eine erstligaerfahrene Trainerin das Team.

### Spielerinnen
Zu den bekannten Spielerinnen gehörte Helle Thomsen.